# Marco Davide Faraoni
Marco Davide Faraoni (Bracciano, 25 de outubro de 1991) é um futebolista italiano que atua como Lateral-Direito. Atualmente, joga pelo Hellas Verona.

## Títulos
Internazionale
- Coppa Italia: 2010–11